# Rhamphomyia rhodesiensis
Rhamphomyia rhodesiensis är en tvåvingeart som beskrevs av Collin 1938. Rhamphomyia rhodesiensis ingår i släktet Rhamphomyia och familjen dansflugor.
Artens utbredningsområde är Zimbabwe. Inga underarter finns listade i Catalogue of Life.